# Carla Cassola
Carla Cassola (Taormina, 15 dicembre 1947 – Roma, 22 luglio 2022) è stata un'attrice e doppiatrice italiana.

## Biografia
Da ragazza studiò canto, pianoforte e chitarra.
Attiva per molti anni in teatro, al cinema divenne nota per le partecipazioni a film di registi quali Tinto Brass, Franco Brusati, Liliana Cavani, Antonio Rezza e per aver interpretato alcuni film horror italiani come La casa nel tempo nel 1989, Demonia nel 1990, entrambi diretti da Lucio Fulci, e La setta di Michele Soavi del 1991.
Nel 1993 vinse il Nastro d'argento per il miglior doppiaggio femminile per il film Orlando, in cui prestava la voce a Tilda Swinton.
Apparve ancora nei film The Torturer di Lamberto Bava del 2005 e Il pugile e la ballerina di Francesco Suriano del 2008.
Attrice teatrale, partecipò nel 1974 alla rappresentazione teatrale de La cena delle beffe di Sem Benelli, diretto da Carmelo Bene.

## Vita privata
Era compagna dell'attore Andrea Tidona.

## Filmografia parziale

### Cinema
- Barbarella, regia di Roger Vadim (1967) – non accreditata
- L'urlo, regia di Tinto Brass (1968)
- I cannibali, regia di Liliana Cavani (1969)
- Fermate il mondo... voglio scendere!, regia di Giancarlo Cobelli (1970)
- Un genio, due compari, un pollo, regia di Damiano Damiani e Sergio Leone – non accreditato (1975)
- Prete, fai un miracolo, regia di Mario Chiari (1975)
- Donna d'ombra, regia di Luigi Faccini (1988)
- Quelli del casco, regia di Luciano Salce (1988)
- Lo zio indegno, regia di Franco Brusati (1989)
- Luisa, Carla, Lorenza e... le affettuose lontananze, regia di Sergio Rossi (1989)
- La casa nel tempo, regia di Lucio Fulci (1989)
- Capitan America (Captain America), regia di Albert Pyun (1990)
- Demonia, regia di Lucio Fulci (1990)
- L'anno del terrore (Year of the Gun), regia di John Frankenheimer (1991)
- Il nodo alla cravatta, regia di Alessandro Di Robilant (1991)
- La setta, regia di Michele Soavi (1991)
- La riffa, regia di Francesco Laudadio (1991)
- Volevamo essere gli U2, regia di Andrea Barzini (1992)
- Alibi perfetto, regia di Aldo Lado (1992)
- Dove siete? Io sono qui, regia di Liliana Cavani (1993)
- Il sogno della farfalla, regia di Marco Bellocchio (1994)
- La primavera negli occhi, regia di Angela Buffone e Cristina Costantini (1994)
- Tutti gli anni una volta l'anno, regia di Gianfrancesco Lazotti (1995)
- Escoriandoli, regia di Flavia Mastrella e Antonio Rezza (1996)
- Giovani e belli, regia di Dino Risi (1996)
- Teatro di guerra, regia di Mario Martone (1998) - Voce
- Padrona del suo destino (Dangerous Beauty), regia di Marshall Herskovitz (1998)
- The Torturer, regia di Lamberto Bava (2005)
- In ascolto, regia di Giacomo Martelli (2005)
- Il pugile e la ballerina, regia di Francesco Suriano (2008)
- Amleto in Tour, regia di Armando Pugliese (2009)
- L'uomo gallo, regia di Dario D'Ambrosi (2011)
- L'uomo del labirinto, regia di Donato Carrisi (2019)
- Letto numero 6, regia di Milena Cocozza (2019)

### Televisione
- L'uomo difficile, regia di Giancarlo Cobelli – film TV (1978)
- Il giovane dottor Freud, regia di Alessandro Cane – miniserie TV (1980)
- George Sand, regia di Giorgio Albertazzi – miniserie TV, 1 episodio (1981)
- ...e la vita continua, regia di Dino Risi – miniserie TV (1984)
- È proibito ballare, regia di Pupi Avati, Cesare Bastelli e Fabrizio Costa – sitcom (1989)
- La casa nel tempo, regia di Lucio Fulci – film TV (1989)
- TECX – serie TV, 1 episodio (1990)
- Non aprite all'uomo nero, regia di Giulio Questi – film TV (1990)
- Il maresciallo Rocca – serie TV, 1 episodio (1998)
- I giudici (Excellent Cadavers), regia di Ricky Tognazzi – film TV (1999)
- Soldati di pace, regia di Claudio Bonivento – miniserie TV (2001)
- Tutti i sogni del mondo, regia di Paolo Poeti – miniserie TV (2003)
- Briciole, regia di Ilaria Cirino – film TV (2005)
- De Gasperi - L'uomo della speranza, regia di Liliana Cavani  – miniserie TV (2005)
- Le ragazze di San Frediano, regia di Vittorio Sindoni – miniserie TV (2007)
- Coco Chanel, regia di Christian Duguay – miniserie TV (2008)
- Distretto di Polizia – serie TV, episodio 8x06 (2008)
- La mia casa è piena di specchi, regia di Vittorio Sindoni – miniserie TV (2010)
- Sotto il cielo di Roma, regia di Christian Duguay – miniserie TV (2010)
- Madre, aiutami, regia di Gianni Lepre – miniserie TV (2014)
- Francesco, regia di Liliana Cavani – miniserie TV (2014)
- Rocco Schiavone – serie TV, episodio 1x03 (2016)
- Romulus – serie TV (2020)

## Doppiaggio
- Tilda Swinton in Orlando, Wittgenstein, Blue, The Protagonists, Young Adam, Suspiria, I morti non muoiono
- Anjelica Huston in Buffalo '66
- Mirela Nicolau in Benvenuti a casa mia
- Claude Baz Moussawbaa in E ora dove andiamo?

## Riconoscimenti
- Nastro d'argento
  - 1993 – Miglior doppiaggio per la voce di Tilda Swinton in Orlando